# Николаенко, Андрей Иванович
Андре́й Ива́нович Никола́енко (укр. Андрій Іванович Ніколаєнко; род. 23 июня 1979, Фастов, Киевская область) — украинский политик, дипломат, бывший председатель Кировоградской областной государственной администрации, народный депутат Украины, член партии ВО "Батькивщина", экс-председатель политической партии «Основа».

## Образование
2000 — окончил Институт международных отношений Киевского национального университета имени Тараса Шевченко, факультет «Международные экономические отношения» и получил квалификацию магистра международных экономических отношений. 2001 — завершил учёбу в Университете Ёнсе, г. Сеул
2006—2008 — обучался в Дипломатической академии Украины при Министерстве иностранных дел Украины на факультете «Внешняя политика».

## Карьера
2002—2006 — атташе, третий секретарь Посольства Украины в Республике Корея
2008—2009 — помощник-консультант Народного депутата Украины
2009—2010 — помощник-заместитель начальника Управления внешнеэкономической политики и международного сотрудничества Секретариата Кабинета Министров Украины, заведующий сектором сопровождения перспективных проектов сотрудничества со странами Азиатско-Тихоокеанского региона, советник Премьер-министра Украины Юлии Тимошенко на общественных началах.
2010—2011 — заместитель председателя Кировоградской областной государственной администрации.
2011—2013 — первый заместитель председателя Кировоградской облгосадминистрации.
С 9 января 2013 по 2 марта 2014 года — председатель Кировоградской облгосадминистрации. Во время событий Евромайдана сумел уладить конфликт с протестующими и предотвратить захват ОГА митингующими.
Март — сентябрь 2014 — первый заместитель председателя Донецкой ОГА.
С 1 января 2015 года — председатель совета директоров ООО «Велта».

## ДТП
3 ноября 2023 года Николаенко сбил насмерть на своём автомобиле Mercedes-Benz GLE 18-летнюю девушку на Житомирской трассе.

## Работа в Госагентстве по восстановлению Донбасса
23 сентября — 14 октября — председатель Государственного агентства по вопросам восстановления Донбасса.
Возглавил подготовку и координацию восстановления Донбасса. В рамках полномочий агентства, координировал помощь международных организаций, частных компаний и государственных органов власти. Был ответственен за налаживание отопительного сезона в 2014—2015 городов: Славянска, Краматорска, Бахмута.

## Деятельность в политической партии «Основа»
С 10 февраля 2017 Андрей Николаенко — председатель политической партии «Основа». Выступает за внеблоковый статус Украины и мирное возвращение оккупированного Донбасса и Крыма через международные юридические механизмы. Вместе с командой партии «Основа» изучает успешный международный опыт экономических реформ. Программные пункты партии созданы на основе проанализированных эффективных практик. 22 сентября 2018 года партия «Основа» провела съезд в Киеве и праймериз. По итогам праймериз 96% участников высказались «за» участие партии «Основа» в очередных выборах Президента Украины. В то же время, 87% членов партии проголосовали «за» одного из ее лидеров, народного депутата Украины Сергей Тарута в качестве кандидата от «Основы» на очередных президентских выборах.

## Общественная деятельность
Президент Федерации бейсбола и софтбола Украины с 23 февраля 2013 года. При содействии Федерации впервые в истории Украины 23—28 июля 2018 года в Кропивницком состоялся чемпионат Европы по бейсболу в группе С. Украину посетили бейсбольные сборные Венгрии, Румынии, Грузии и Эстонии. Сборная Украины одержала пять побед в пяти матчах и вышла во второй по значимости дивизион В.

## Интересные факты
Андрей Николаенко ведёт свой блог. По состоянию на 17 декабря 2018 года последняя запись блога был в январе 2018 года.